# Эльмендорф, Карл
Карл Эльмендорф (нем. Karl Elmendorff; 1891—1962) — немецкий оперный дирижёр.
Учился в Кёльнском музыкальном колледже, в 1913—1916 — в высшей школе музыки у Г. Абендрота и Ф. Штайнбаха. С 1927 по 1942 дирижировал на Байрейтском фестивале,
регулярный приглашённый дирижёр в миланском театре Ла Скала. В 1937 вступил в НСДАП.

## Дискография
- Götterdämmerung — Live 1942 Bayreuth, Label: Music & Arts Program, 2000
- Tannhäuser, Label: Naxos Records, 2001 (запись 1930)
- Tristan und Isolde, Label: Naxos, 2003 (запись 1928)